# Landgericht Berchtesgaden
Das Landgericht Berchtesgaden war von 1811 bis 1862 ein königlich bayerisches Landgericht älterer Ordnung mit Sitz in Berchtesgaden, das als Gerichts- und zugleich Verwaltungsbehörde für das Berchtesgadener Land zuständig war, der südlichen Landkreisteilregion im heutigen Landkreis Berchtesgadener Land.

## Geschichte

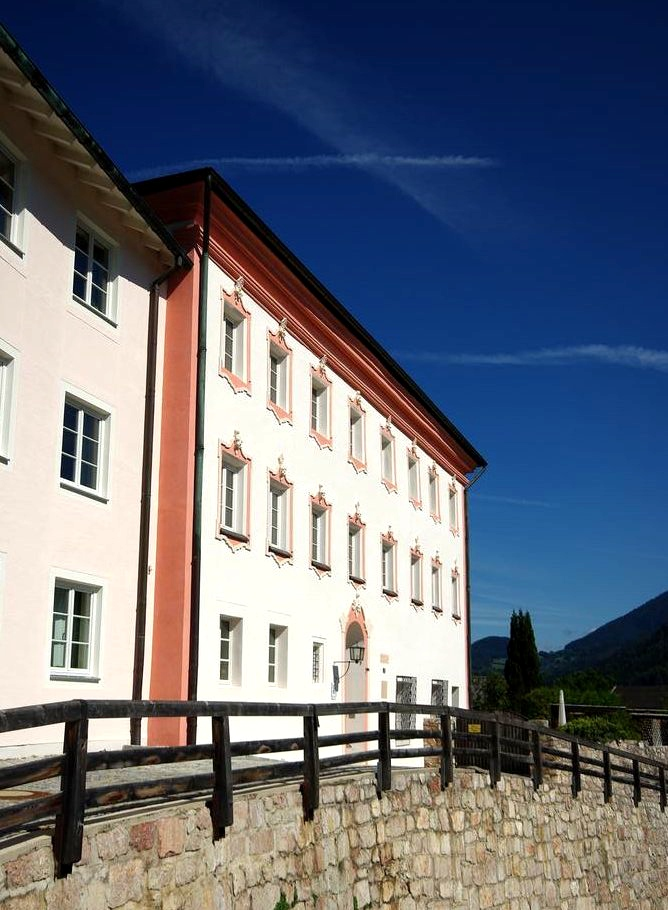
Ehemaliges Hofrichterhaus, ab 1828 Sitz des Landgerichts, ab 1862 des Bezirksamts und bis 1972 des Landratsamts Berchtesgaden (Doktorberg 4)

Nach der Säkularisation in Bayern wurde 1803 die Fürstpropstei Berchtesgaden samt ihrer eigenen Gerichtsbarkeit aufgelöst und deren ehedem eigenständiges, reichsunmittelbares Fürstentum Berchtesgadener Land erlebte kurz hintereinander mehrere Herrschaftswechsel, bis es schließlich 1810 dem Königreich Bayern einverleibt wurde. Für die Verwaltung des Berchtesgadener Landes wurde 1811 im Verlauf der Verwaltungsneugliederung Bayerns das Landgericht Berchtesgaden als Bayerisches Landgericht II. Klasse zeitgleich mit dem Rentamt Berchtesgaden eingerichtet.
Seinen Sitz hatte das Landgericht Berchtesgaden bis 1828 in den alten Gerichtsräumen der vormals fürstpröpstlichen Residenz (heute: Königliches Schloss Berchtesgaden), um dann in das ehemalige Hofrichterhaus in Berchtesgaden verlegt zu werden.
Bis 1817 gehörte das Landgericht Berchtesgaden zum Salzachkreis, anschließend zum Isarkreis, der ab 1837 in Regierungsbezirk Oberbayern umbenannt wurde. Bis 1862 entsprach das Zuständigkeitsgebiet dem einstigen Fürstentum Berchtesgadener Land, das mit seinen fünf heutigen Gemeinden Berchtesgaden, Bischofswiesen, Marktschellenberg, Ramsau und Schönau am Königssee die südliche Landkreisteilregion innerhalb des 1972 neu geschaffenen Landkreises Berchtesgadener Land bildet.
1862 kam es in Bayern zu einer Trennung von Justiz und Verwaltung, und die Aufgaben der Landgerichte wurden geteilt in Bezirksamt (Verwaltung) und Amtsgericht (Justiz). Im gleichen Jahr wurden durch den Zusammenschluss der Landgerichte älterer Ordnung Reichenhall und Berchtesgaden das Bezirksamt Berchtesgaden sowie das Amtsgericht Berchtesgaden gebildet.

## Gebäude
Das für das Landgericht Berchtesgaden ab 1828 genutzte Hofrichterhaus ist ein als Baudenkmal (D-1-72-116-27) geschütztes Gebäude und wird derzeit (Stand: 2020) als Nebengebäude der Dienststelle Berchtesgaden des Finanzamtes Berchtesgaden-Laufen genutzt.

## Landrichter
Liste der Landrichter bis 1862:
- 1803: Johann Baptist Hasel (auch: Edler von Hasel auf Fürstenstein; * 18. April 1761; † 15. November 1823), Urgroßvater von Mauritia Mayer (1833–1897), Berchtesgadener Hof- und Regierungsrat quiesc. k. b. Landrichter
- 1803–1810: Xaver Graßl
- 1810–1813: Losbichler
- 1813–1820: Josef Wirth
- 1820–1827: Georg Nagler
- 1827–1829: Freiherr von Coulon
- 1829–1831: Freiherr von Schilcher
- 1831–1833: Max von Ott
- 1833–1836: Karl von Aretin
- 1836–1838: Philipp von Tänzl-Trazberg
- 1838–1843: Ignaz von Hertling
- 1843–1846: Johann von Pechmann
- 1846–1862: Felix von Ow (vermutl. ⚭ mit Josefa von Berchem und Vater von Sigismund Felix von Ow-Felldorf)